# Ciecz elektroreologiczna
Ciecz elektroreologiczna (ang. electrorheological fluid) – substancja analogiczna do cieczy magnetoreologicznej, ale składająca się z zawiesiny drobin przewodnika, przez co jej lepkość ulega zmianie pod wpływem pola elektrycznego.
Ze względu na te cechy, podobnie jak ciecze magnetoreologiczne, znajduje zastosowania w inteligentnych układach hamulcowych oraz amortyzujących.